# Рапсод
Рапсод (грец. ῥαψῳδός) — виконавці і, можливо, творці давньогрецьких епічних пісень.
Питання про походження рапсодів і їх первісної діяльності видається спірним. Найдавніше свідоцтво (Геродот, V, 67) відноситься до 607 до н. е., коли сікіонський тиран Клісен з нагоди війни з Аргосом заборонив рапсоду в Сікіону рецитувати Гомера, оскільки останній прославив у своїх поемах Аргос і аргів'ян. Ймовірно, рапсоди існували і раніше, але з якого часу вони ведуть свій початок, яка була їх діяльність, де саме існували школи рапсодичного мистецтва — на всі ці питання можна відповідати лише припущеннями, над побудовою яких багато працювала новітня філологія, починаючи з кінця 19 століття.

## Походження
Саме слово «рапсод» в догеродотівській літературі не зустрічається, якщо не рахувати одного місця у Гесіода, який називає себе і Гомера грец. ραψαντες άοιδήν. Ніщо втім не говорить проти стародавності цього слова, а відсутність його у Гомера можна пояснити, як це робить Бергк, метричною властивістю форми ραψαοιδός, яка не вкладається в гекзаметр. Спроби з'ясувати поняття слова етимологічним його аналізом не привели до певних результатів. Одні, виходячи з перифрази Піндара, який визначив Гомеридів як грец. ραπτών έπεων άοιδοί, вважали, що слово рапсод походить від дієслова ραπτώ (шити) і ωδή (пісня) і бачили в расподах складачів («зшивачів») пісень, причому, на думку Бергка і Вольфа, в понятті «шити» вказується творча діяльність поета, який майстерно складає з окремих слів цілу пісню. К. О. Мюллер бачив у рапсодах укладачів безперервної низки однакових віршів, які не розбиваються на строфи; при такому поясненні рапсоди — поняття тотожне епічним поетам, оскільки епічний розмір (гекзаметр), не допускаючи поділу на строфи, складався з однакових метричних одиниць. Представники теорії пісень (Лахманн та інші) бачили в рапсодах укладачів цілих поем з окремих пісень.
Інші розкладали слово ραψωδός на ράβδος (тростина) і ώδή (пісня) і бачили в рапсодах співаків, виконавців, які тримали в руках замість ліри символ своєї діяльності — ράβδος. Ці рапсоди-виконавці, на думку Мейєра, змінили творців-аедів, зазначивши своєю діяльністю другу стадію розвитку давньогрецької поезії, коли музика відокремилася від рецитації і епос почав декламуватися, причому початково рапсодичне мистецтво не виключало творчості. Треті вважають обидва перші тлумачення незадовільними, і не маючи інших пояснень взагалі відмовляються від тлумачення слова.
Найдавнішими ж рапсодами були, на думку Бергка, Демодок і Фемій, виведені в «Одіссеї» співаки-кіфареди. Вони співали епічні твори під акомпанемент струнного інструменту, кіфари або формінги. Пізніше, з розвитком музики, монотонне виконання епічних мелодій перестало задовольняти слухачів: музика перестала служити акомпанементом, спів замінився рецитацією, причому поет або рапсод користувався струнним інструментом лише у вступі (προοίμιον), тільки для того, щоб направити свій голос. Пізніше, коли музика зовсім відокремилася від рапсодичної декламації, рапсод замість ліри тримав лаврову тростину як символ дару пісні.

## Характер мистецтва
В усякому разі більшість учених визнає, що рапсоди, сучасні гомерівським поемам, не були схожі на пізніших рапсодів, які в історичну епоху були професійними декламаторами і тлумачили переважно гомерівську поезію. Громадське положення древніх рапсодів було досить почесним: хоча вони належали до класу деміургів і заробляли на прожиток своїм даром пісні, однак поява їх віталася усіма. Переходячи з міста в місто, рапсод міг прославити будинок і рід свого гостинного господаря; тому на бенкеті йому відводилося почесне місце. У цю епоху рапсоди були немов трубадурами і далеко не схожими на пізніших рапсодів-жонглерів, яких Сократ (у «Пірі» Ксенофонта) називає «дурним народом» (грец. έθνος ήλιθιώτσρον).
Подібно давнім художникам і ливарникам, рапсоди становили особливий клас, або цех, і ділилися на групи, або сім'ї (школи), члени яких вважали свою професію фамільною, передаючи спадкоємно мистецтво рецитації та скарби поезії. Таку родину професійних рапсодів, на думку вчених і представляли, хіосські гомериди, які вважалися розповсюджувачами пісень свого великого предка-епоніма. Рапсоди декламували переважно епічні твори (хоча згадуються і рапсоди-виконавці ліричних пісень; наприклад, Клеомен рецитував в Олімпії «Καθασμοί» Емпедокла) і були їх розповсюджувачами, особливо за відсутності писемності в народі. Сферою діяльності їх були спочатку палати знатних багатіїв героїчного періоду, пізніше — громадські святкування, на яких поетичному змаганню відводилось почесне місце поряд з гімнастичними і кінними. Неосвічена юрба з інтересом слухала пісні Гомера; жінкам і чоловікам були однакові доступні ці змагання, які відігравали роль народної школи.
Історична заслуга рапсодів полягала в тому, що вони розповсюджували просввітництво в епоху, коли ще не існувало писемності: завдяки їх діяльності гомерівський епос впродовж 8 і 7 століть до н. е. поширився островами Середземного моря (Хіос, Родос, Кіпр, Крит), а потім був перенесений на грецький материк і на захід Еллади. Креофілу Самоському приписується перенесення гомерівського епосу до Спарти, Кінефу Хіосському — до Сицилії; поширення епосу в Аттиці приписується рапсодам смірнської школи. У той же час були засновані рапсодичні змагання в Кіпрському Садаміні, Спарті, Сікіоні, Олімпії, Епідаврі, Афінах під час Панафінейських свят.
До початку 6 століття до н. е. належить встановлення особливих законів, що стосувалися діяльності рапсодів. Шляхом усної передачі гомерівська поезія могла втратити свій первісний вигляд (александрійські граматики псування гомерівського тексту приписували рапсодам); держава турбується тому встановленням єдиної редакції епічних пісень. У той же час Солон, за переказами, видав закон, щоб рапсоди на змаганнях декламували в певному порядку і за встановленим текстом (грец. έξ ύποβολής — вираз, що становить один зі спірних пунктів гомерівського питання). Це розпорядження було підтверджено Гіппархом, який видав наказ, аби рапсоди рецитували грец. έξ ύπολήψεως, тобто щоб кожен починав рецитації з того місця, де зупинився попередній агоніст
Канонічний екземпляр, редагований в 6 столітті до н. е., врятував гомерівські поеми від остаточного спотворення. Практика фрагментарної рапсодичної декламації розділила «Одіссею» й «Іліаду» на відділи або пісні, що називаються рапсодіями. Пізніші рапсоди не користувалися вже тією пошаною, як стародавні. Попри це, рапсодичне мистецтво не занепадало, навпаки, наскільки можна скласти уявлення із платонівського діалогу «Іон», воно знаходило ще багато цінителів. Платон прирівнює рапсодичнео натхнення до поетичного і в цьому бачить сутність рапсодичного мистецтва. З того ж діалогу ми дізнаємося, що рапсоди були тлумачами Гомера та викладачами гомерівської енциклопедії. Рапсодика складала частину театрального мистецтва, оскільки рапсод мав бути гарним жестикулятором і драматичним актором. Виступаючи на сцені, він зодягався у кольоровій строкатий костюм і надягав на голову золотий вінок; його декламація нагадувала декламацію трагічних акторів. Зрештою рапсодичне мистецтво пережило класичну епоху грецької життя і перейшло до Александрії. Змагання рапсодів згадуються в Орхомені, Феспіях тощо.